# Islas Piloto Pardo
Con el nombre de islas Piloto Pardo se denomina en la cartografía oficial de Chile al grupo de islas más nororientales de las islas Shetland del Sur en la Antártica. Estas islas constituyen un grupo separado a una distancia mínima de 100 km del resto del archipiélago. Al norte limitan con el pasaje de Drake y al sur con el mar de Weddell.
Recibieron su nombre en homenaje a Luis Pardo Villalón, quien estaba al mando de la escampavía Yelcho de la Armada de Chile, que el 30 de agosto de 1916 rescató en la isla Elefante a los náufragos de la Expedición Imperial Transantártica liderada por Ernest Shackleton. Esta expedición científica había partido del Reino Unido el 8 de agosto de 1914 a bordo del bergantín Endurance.
Son islas altas y montañosas con costas escarpadas y relieve abrupto.
La isla Elefante fue descubierta en 1820 por el explorador británico Edward Bransfield.

## Islas
La isla Elefante es la mayor y más conocida. Hacia unos 28 km al sudeste está la isla Clarence -la segunda en tamaño- separada por el pasaje Príncipe Carlos (o paso), y 28 km al sursureste se halla la isla Gibbs -tercera en tamaño- separada por el pasaje Espíritu Santo (o canal Loper). 
La isla Elefante está acompañada por numerosos islotes y rocas: de 3 a 5 millas al noroeste del cabo Yelcho, separados por el pasaje Foqueros (o paso Sealers), se hallan los farallones Focas (islas Foca o Seal), que son 11 islotes que alcanzan los 60 m s. n. m., de los cuales el mayor es la isla Foca. A 6 millas al estenoreste del cabo Valentín (o Valentine) se halla la isla Cornwallis. La isla Rowett se halla al sudoeste del cabo Lookout (o cabo Vigilante). Al este de la punta Wild está la roca Banjo y hacia el norte el islote Gnomon. Hacia el norte de la isla está el islote Borceguí (o rocas Buskin).
La isla Clarence está acompañada del islote Pan de Azúcar.
A unos 10 km al oeste de la isla Gibbs se halla la isla Aspland, acompañada hacia el sudoeste por las islas Eadie y O'Brien.

## Reclamaciones territoriales
- Argentina: incluye a las islas en el departamento Antártida Argentina dentro de la provincia de Tierra del Fuego, Antártida e Islas del Atlántico Sur
- Chile: incluye a las islas en la comuna Antártica de la provincia Antártica Chilena dentro de la Región de Magallanes y de la Antártica Chilena.
- Reino Unido: incluye a las islas en el Territorio Antártico Británico.

Las tres reclamaciones están sujetas a las disposiciones del Tratado Antártico.

### Nomenclatura de los países reclamantes
- Argentina: ninguna
- Chile: islas Piloto Pardo[1]
- Reino Unido: ninguna